# یواس‌اس فوبی (ای‌ام‌سی-۵۷)
یواس‌اس فوبی (ای‌ام‌سی-۵۷) (به انگلیسی: USS Phoebe (AMc-57)) یک کشتی بود که طول آن ۹۴ فوت (۲۹ متر) بود. این کشتی در سال ۱۹۴۱ ساخته شد.